# 今井科学
今井科学株式会社（いまいかがく）は、1949年 -2002年に存在した日本の模型メーカー。本社は静岡県静岡市（葵区）沓谷にあった。キャラクターモデルを中心としたプラモデルと、帆船を中心とした木製模型などを製造・販売していた。

## 略歴
1949年、今井栄一と斎藤茂一が共同で清水市に「フジミ模型教材社」(現：フジミ模型株式会社)を創業、代表者は今井英一となり、学校科学教材、木製模型の販売を始める。1953年8月に斎藤茂一が分離独立し静岡市で「フジミ模型社」を設立した。今井英一は同じその清水市にて「今井商店」として営業を開始した。1959年12月に株式会社化し、「今井科学株式会社」に改名した。
当初は木製艦船模型を中心として商品開発をしていたが、1958年10月に発売した木製の東京タワーが人気を集める。1960年にプラモデルの製造に参入し、9月にその第一弾として「戦艦榛名」、11月に電動歩行の鉄人28号を発売した。以降、『鉄腕アトム』、『ビッグX』、『サブマリン707』など数多くのキャラクターモデルを発売、いずれもヒットして今井科学の基礎を築く。また1960年代には航空機や自動車の優れたスケールモデルも発売した。1964年の春頃までは木製の艦船模型もプラモデルと共に生産されていたが、それ以降はプラモデルのみとなる。
特に1966年に発売を開始した『サンダーバード』の関連キットは大ヒットとなり、今井科学の地位を不動のものとするかに見えた。しかし1960年代の怪獣ブームでソフビ怪獣を大ヒットさせたマルサンがブームの終息と共に経営危機に陥ったことから、サンダーバードの次を担う売れ筋商品の必要性に迫られた。
そこでサンダーバードの後番として製作された『キャプテン・スカーレット』と、円谷プロの意欲作として期待されていた『マイティジャック』の内外二大話題作の版権を取得し関連キットを発売する。ところが『キャプテン・スカーレット』は『サンダーバード』程の人気は得られず、『マイティジャック』も予想外の不振に見舞われ、多額の不良在庫を抱える結果になり、これが元で1969年に会社更生法の適用を受けて倒産。この際に静岡の工場と製品金型の多くがバンダイに売却され、1971年、これらの資産と人材を基にバンダイは従来の本社の模型部とは別に新たに子会社バンダイ模型を設立。後のガンプラなどバンダイのプラモデル事業の基礎となる。
1971年に会社再建を果たした後は、事業の柱の一つとして帆船模型を掲げ、木製キットとプラキットを数多く発売すると共に、メーカー主催の製作講習会を通じて大人の成熟した趣味として普及に務める。日本での帆船に対する関心も1970年代後半から徐々に集まり始め、80年前後には他メーカーからも新規参入があり、また関連書籍や資料も発売されるようになるなど、帆船模型は一定の需要を満たすまでになる。今井科学は木製模型のノウハウを生かした建築模型も後に発売する。
1975年からは、小沢さとるデザインの自社オリジナルキャラクターモデルの『ロボダッチ』シリーズをリリースする。小沢さとるによるオリジナル漫画が付録につき、80円という低価格から始まったこのシリーズはアオシマの合体シリーズと並んで、子供向けプラモデルとして幅広く認知され、TVコマーシャルが流されるほどのヒット商品となった。短命に終わったが、このロボダッチキャラクターが乗り物に乗った、『カーダッチ』シリーズも一時期展開していた。その後サンダーバード秘密基地などの金型流用により大型商品も開発され、またタカラからは合金のダイキャストモデルも販売され、テレビ媒体に頼らないオリジナル玩具キャラクターとして発売が続けられた。
1980年代前半、バンダイの『機動戦士ガンダム』シリーズの爆発的ヒットによってキャラクターモデルへの注目が集まり、多くの模型メーカーがロボットアニメとのタイアップに力を入れるようになる。今井科学も他メーカーと共同してキャラクターの新規発売に積極的に乗り出し、『超時空要塞マクロス』では作品の人気に乗り十分な成功を収めることができた。その後、『超時空世紀オーガス』・『機甲創世記モスピーダ』・『超攻速ガルビオン』・『超時空騎団サザンクロス』と立て続けにキャラクターモデルを連発する。しかしいずれも『マクロス』程の人気には至らず今一つの結果に終わり、不良在庫が次第に重い負担となっていった。またもう一つの事業の柱であった帆船模型に対する一般の関心もこの頃には徐々にしぼみ始め、新規参入したメーカーも撤退していった。また、模型店経由でロボダッチキャラクターを使った小冊子を発行、児童層のファン拡大を狙ったが、少子化の波には勝てなかった。
そして1980年代中頃に二度目の経営危機を迎える。関係者の献身的な努力でかろうじて廃業を免れたものの、新規製品を開拓する力はもはやほとんど残っておらず、マクロスなど製品金型の一部は再びバンダイに売却された。1990年代は社名をイマイに改名すると共に、過去の製品の再版と、スーパーフォーミングと呼ばれた特殊加工発泡スチロールによる製品に活路を見いだそうとする（ただし、スーパーフォーミングは下地加工に難があり、相当のベテランモデラーを以てしても手を焼く素材だったという）。1990年代末には多くの種類のプラモデル製品の再発売を行ったが、その中にはそれまでほとんど再生産されたことのなかったものも含まれ、パッケージが一新されたものも多かった。一部のマニアには歓迎されたものの、このような採算性を無視した大量の再生産は、逆に経営の足を引張る結果となった。
2002年2月20日を以てイマイは営業を停止し、会社は解散した。最後まで残った製品のうち、プラモデルとエアコッキングガンのそれぞれ一部は青島文化教材社が、木製キットはウッディジョーが生産と販売を引き継いでいる。

## 製品

### 航空機
1960年代には主に1/50 スケールで製品を開発し、日本名機シリーズとして零戦、疾風、紫電改、雷電、鐘馗など、爆撃機シリーズとして99艦爆、ドーントレス、Ju-87など、スタントブレーンシリーズとしてジービーレーサー、レアード・ソルーションなどを発売していた。また、1968年には就航したばかりの戦後初の国産旅客機YS-11を1/72スケールで製品化している。この製品は設計者の監修を受け、客室内部までモデル化されていた。1969年の倒産後金型はバンダイに移り、日本名機シリーズを除き再発売されている。
再建後の1973年からは、1/144双発機シリーズとして一式陸攻、呑龍、銀河、飛龍、97重爆、100式司偵、99双軽、屠龍、月光などを製品化している。これらには、エンジン起動車や給油車などの支援車両や、掩体などのアクセサリーパーツも付属していた。このシリーズはイマイの最晩年まで何度か再発売されたのち、アオシマに移管されている。また一時期OEMでハセガワからも発売されていた。

### 艦船
1960年代には、1/700で金剛型、伊勢型、扶桑型の戦艦、1/550で高雄型、妙高型、最上型の重巡洋艦が発売されていた。ただし、これらは実際には長さ35cm程度の箱スケールキットであり、表示されたスケールは必ずしも正しくなかった。倒産後金型はバンダイに移ったが、戦艦の表示スケールは後に1/600に変更されている。
再建後の艦船の模型は帆船が主となり、1973年からは帆船の歴史シリーズとしてギリシャ・ローマの軍船やバイキング船などがモデル化されている。1977年からは、1976年のアメリカ建国200年記念帆船パレードに参加した各国の帆船を、1/350スケールで製品化している。これらの製品は当初艦底部分を省略した洋上模型形式で作られていたが、後に一部の製品には艦底部分が加えられ、またカティサークのような帆船パレード参加船以外の有名帆船もシリーズに加えられた。1/350シリーズと並行して、1/60から1/200程度の大型の帆船模型も多数作られている。

### 軍用車両
1960年代には、マメタンやミゼットリモコンシリーズと呼ばれるミニサイズの戦車キットや、スーパーリモコンシリーズと呼ばれる1/50のキットに加え、1/35のM-41、1/30の61式戦車とIV号戦車、1/24のジープ、M-60戦車、M-5トラクターと155mmカノン、1/15のIV号戦車などを発売していた。1/35以上のキットのほとんどは倒産後バンダイに移ったが、M-5トラクターと155mmカノンのみは今井科学に残った。また、再建後の1973年には、エレファントの1/16スケール全金属製キットを発売している。

### 自動車
1960年代には、1/40、1/32、1/24、1/20、1/16、1/12、1/8などの縮尺で多くの自動車キットが発売されていた。倒産後、一部の金型はバンダイに移ったが、再建後も1/24と1/20を中心とした各種スケールで自動車キットが発売された。また1/12でホンダ・モンキーなどの国産のミニオートバイと、BMWやハーレーなどの大型バイクを製品化している。また、アオシマからザ・ベストカーヴィンテージシリーズで、カローラ1600GTをはじめ、キット内容はモーターライズを排しながらも当時のままモデルが再発売されているが、カローラについては前期型の1600GTとデラックス、後期型でもデラックス、1600GTのキットながらもSEが作れるコンバーチブルキットとしたり、日産ローレルについてはザ・ベストカーヴィンテージシリーズにて2度発売されており、1度目はイマイ当時の2000SGXターボでモデル化がされたが、2度目の発売時にはメダリストターボへと改変(デカールにて外観上の違いであるガーニッシュを再現し、元々あるSGXエンブレムの成形部を付属のサンドペーパーで削り落とすよう指示)させるなどアレンジしているモデルもある。

### フィギュア等
1984年にアーマーナイトシリーズとして、1/12で中世ヨーロッパの甲冑を着た人物を6点製品化している。また、1969年には実物の3ないし4倍で、ゼンマイまたはモーターで歩行するカブト虫やクワガタ虫を製品化している。

### ビッグメカコレクション
1980年に発売された製品で、通常のプラモデルと異なり、ビッグワンガムのおまけなどに似た軟質樹脂製のスナップフィットキット。基本的に箱スケールで、航空機、軍艦、軍用車両、自動車などが同一シリーズで発売されていた。後にポケットメカシリーズの名称でも発売され、パッケージ形式も通常の箱入り以外に袋入り、ブリスターパック入りなどのバリエーションがあった。ひと箱に二種のキットを入れた製品もあった。航空機はF-15、F-18、KV-107、AH-1 トウコブラなど、軍艦は1/1500大和、1/2000エンタープライズ、1/1640ミンスク、軍用車両は1/32シュビムワーゲンと1/72Sタンクが製品化されていた。

### キャラクターモデル
1960年に発売した鉄人28号は、今井科学の最初期のプラモデルであるだけでなく、日本で最初のキャラクターモデルでもあった。本製品の発売はTVアニメ版の製作以前のため、原作漫画と実写テレビ版を参考に作られていた。本製品のヒットにより今井科学はキャラクターモデルに力を入れ、鉄人28号（初版の際には版権をとらずに発売、箱絵がアニメ版になっていないのはそのためで、版権をとってからアニメ版になった）に続くロボットシリーズとして『鉄腕アトム』や『ビッグX』などを製品化したほか、1960年代初めから半ばにかけて、マスコットシリーズ、ファミリーシリーズ、コミックシリーズなどの名称で小サイズの人物やロボットの模型を多数発売している。また、1965年にはアニメ化の予定されていた『サブマリン707』、1966年には映画『007 サンダーボール作戦』とTV版『バットマン』、1967年には漫画『青の6号』に登場するメカを製品化している。特に1966年に生産の始まった『サンダーバード』のプラモデルは、好調な売り上げを受けて1968年の春まで新製品の発売が続けられ、その後後継の『キャプテン・スカーレット』と『マイティジャック』に生産が移行した。しかし、2作品の製品の予想外の売り上げ不振によりその後1年ほどで今井科学は倒産に至っている。倒産後、キャラクターモデルの金型は、鉄人28号とサンダーバードシリーズの内生産性向上のために同じ金型が二組作られていた製品（サンダーバード1号から5号までのスタンダードサイズと、電動ジェットモグラ）の一組がバンダイに売却された。同一だったこれらのモデルは、その後徐々に独自の改修を加えられながら2社から発売されることになる。
再建後の主要商品はキャラクターモデルであり、1971年から1972年にかけてサンダーバードシリーズ、キャプテンスカーレットシリーズ、マイティジャックシリーズなどの製品が再発売された。その際、キャプテンスカーレットシリーズの製品には「サンダーバードシリーズ」の名称が与えられ、007のような版権の切れた製品は作品と無関係なオリジナルなメカとして商品化されている。また、1972年には作品に登場しないオリジナルメカのサンダーバード7号をサンダーバードシリーズで発売している。1971年には『謎の円盤UFO』を製品化したが、同時期に同作品の製品化を行ったバンダイとは競合しないスカイ1、シャドーモービルおよび月面基地（製品名はUFO 秘密ドーム）が商品化されている。月面基地はその後再発売されないままロボダッチ用に金型が改修され、1990年代末に再発売された際も完全には復元されていなかった。1974年には『ジョー90』シリーズのメカを発売したが、これは田宮模型の作成した金型を購入し、改造を加えたものだった。1973年から1975年にかけては、『ウルトラマンタロウ』、『ウルトラマンレオ』、『スーパーロボット マッハバロン』などのメカも製品化している。1975年にはロボダッチの販売を開始し、10年以上にわたるロングセラー商品となる。1977年には、『スペース1999』のイーグル1を発売している。初版時にはスケールの表示はなかったが、再発売時に1/110と表示された。
1980年に始まったガンプラブームに対応し、1982年にオリジナルキャラクターの『銀河の鷲 メガロ・ザマック』シリーズを展開。引き続き有井製作所と共同で『超時空要塞マクロス』の製品化に着手した。作品がヒットし、劇場版も作られたため、マクロス関係の製品は2年足らずの間に今井科学だけでも80点程度が発売されている。特に人気メカVF-1 バルキリーの1/72スケール可変キットは、その後作られるキャラクターモデルに大きな影響を与えた。マクロスの成功を受けて超時空シリーズの第2弾『超時空世紀オーガス』を同じく有井製作所とのコンビで、第3弾の『超時空騎団サザンクロス』と『超攻速ガルビオン』をエルエスを加えた3社の共同で製品化、さらに『機甲創世記モスピーダ』を今井科学、エルエスに学研を加えた3社で製品化を行った。しかしこれらの作品はいずれも視聴率、プラモデルの売り上げともに伸び悩んだ。1984年に『ガルビオン』と『サザンクロス』の放送が相次いで打ち切られ、劇場版マクロスの上映が終了してマクロスブームも沈静化したのを機にロボダッチ以外のキャラクターモデルの開発は一旦終了する。マクロス関連製品の金型は、1985年に全てバンダイに売却された。
1987年以降はロボダッチの生産も終了し、旧作の再発売が行われるだけであったが、1991年に至りスーパーフォーミング製のサンダーバード1〜3号、ジェットモグラなどを発売した。これらはプロポーション重視の大型キットで、部品は少なく下地処理に難はあるものの、久々のサンダーバードキットとして市場の反応はそれほど悪いものではなかった。それを受け、1992年には完全新金型による1/350スケールサンダーバード2号を発売している。その後、本キットのバリエーション展開と旧製品の再発売を繰り返していたが、1999年にスーパーフォーミング製の1/350アンドロメダを発売、2000年には新金型による1/24マッハ号と1/72ジェットモグラを発売した。2001年には旧作のペネロープ号を大幅に改修したモデル（リアルタイプ）を発売し、さらにサンダーバード1号の新規開発も報じられたが、イマイの廃業により実現せず、ジェットモグラが最後の新金型キャラクターモデルとなった。

### 木製模型
1975年に1/50スケールの咸臨丸を発売して以降、日本ではあまりなじみのなかった本格的な大型帆船模型のキットを多数発売している。並行してモーターで動く自動車などの木製工作セットも発売している。1980年ごろからは、金閣寺や法隆寺五重塔などの寺院建築を中心にした、大型の木製建築模型キットの発売も始めた。1986年には、ファミリーペンションシリーズとして、1/80（HOスケール）の建築模型も発売している。大型の帆船や建築の模型は価格も数万円から5万円以上と、大人の趣味に相応しいものとなっていた。また、1980年に1/350スケールの宇宙戦艦ヤマト、1981年に1/250スケールの戦艦大和の木製模型を発売している。